# (2232) Altaj
(2232) Altaj es un asteroide que forma parte del cinturón de asteroides y fue descubierto por Bela Alekséyevna Burnasheva desde el Observatorio Astrofísico de Crimea en Naúchni, el 15 de septiembre de 1969.

## Designación y nombre
Altaj fue designado al principio como 1969 RD2.
Más tarde se nombró por el macizo de Altái, una región montañosa de Asia Central lugar de residencia de la madre de la descubridora.

## Características orbitales
Altaj orbita a una distancia media del Sol de 2,67 ua, pudiendo alejarse hasta 3,049 ua y acercarse hasta 2,291 ua. Tiene una excentricidad de 0,1419 y una inclinación orbital de 3,687°. Emplea en completar una órbita alrededor del Sol 1593 días.